# Мій друг Сократик
«Мій друг Сократик» (латис. «Mans draugs Sokrātiņš») — радянський телевізійний художній фільм режисера Андріса Розенбергса за мотивами повісті Володимира Железникова «Кожен мріє про собаку». Знятий на Ризькій кіностудії у 1984 році.

## Сюжет
Раймонд вчиться у четвертому класі однієї з ризьких шкіл. Хлопці прозвали його Сократиком за загострене почуття справедливості і схильність до розмов на абстрактні теми. Батьки у відрядженні і Раймонд знаходиться під наглядом свого діда, колишнього моряка. Якось увечері до них в гості заглянув капітан далекого плавання, старий товариш діда. Крізь сон Раймонд чув їхню розмову. Друзі згадували молоді роки і капітан повідав про скарби, нібито заховані в тому будинку, де вони жили до війни. Сократик вирішив, що капітан хоче забрати золото собі. Він розповів про скарб хлопцям і вони після уроків пішли до старого будинку. Коли стало зрозуміло, що ніяких скарбів немає, розсердившись шукачі скарбів накинулися на винуватця з кулаками. Раймонду було соромно, що він підозрював свого діда в спробі привласнити скарб. З важким серцем він пішов порадитися з Арнольдом Борисовичем, колишнім льотчиком-випробувачем. Той як міг заспокоїв Сократика, розповівши як приклад свою історію про несправедливу для нього думку товаришів щодо серйозної аварії випробуваного ним літака.

## У ролях
- Раймонд Павлов — Сократик
- Яніс Упмаліс — Яніс Кулаков
- Анна Відулея — Анна Кулакова
- Кристина Клетнієце — Кристина
- Кріст Калниньш — Кріст
- Арніс Ліцитіс — Арнольд Борисович
- Вальдемар Зандберг — дедусь Сократика
- Улдіс Думпіс — батько Яніса і Анни
- Улдіс Ваздікс — батько Сократика
- Нормунд Вейнбергс — «Жирафа»
- Даце Балоде — Даце
- Майріта Барановська — Майріта

## Знімальна група
- Автор сценарію: Володимир Железников
- Режисер-постановник: Андріс Розенбергс
- Оператор-постановник: Ріхард Пікс
- Композитор: Імантс Калниньш
- Художник-постановник: Гунарс Балодіс